# Egbert van der Poel
Egbert Lievenszon van der Poel (udtale: [pu:l]) (født 9. marts 1621 i Delft, død 19. juli 1664 i Rotterdam) var en hollandsk kunstmaler.
van der Poel var søn af en guldsmed, bror til kunstmaleren Adriaen Lievensz van der Poel og gift (1651) med Aeltgen Willems van Linschooten i Maassluis. De fik fire børn, en søn og tre døtre. Han studerede til kunstmaler under Cornelis Saftleven i Rotterdam og muligvis også under Esaias van de Velde og Aert van der Neer. Den 17. oktober 1650 blev han registreret i kunstnerlavet Sankt Lukasgildet, hvor han blev indskrevet som landskabsmaler. Hans mest berømte malerier skildrer Tordenskraldet i Delft – den voldsomme eksplosion i byens krudtdepot i 1654 – og følgerne af den.
Flere af hans værker er udstillet på Louvre i Paris og på Rijksmuseum i Amsterdam.